# Geordie Williamson

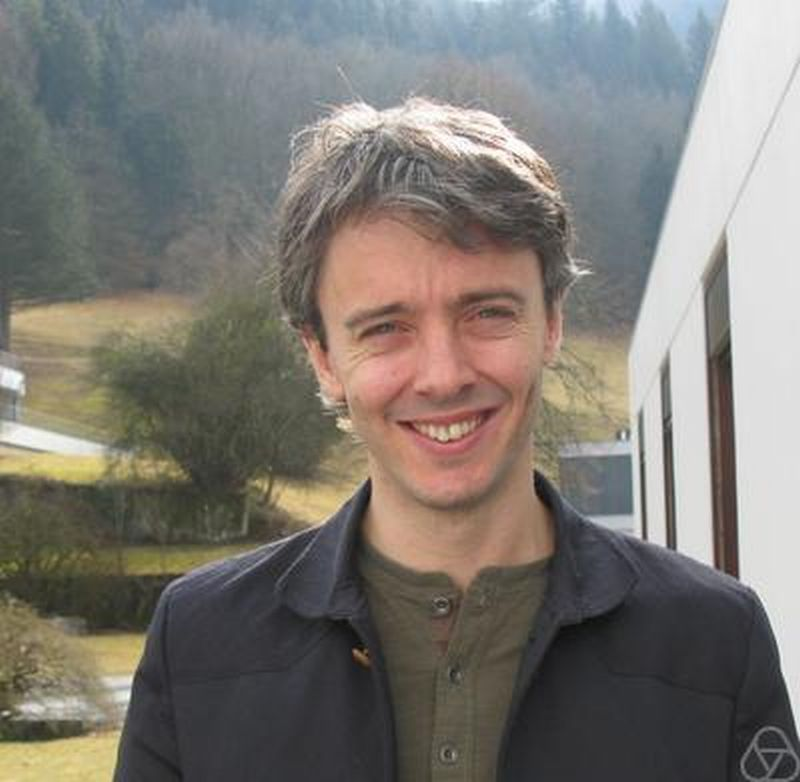
Geordie Williamson, Oberwolfach 2012

Geordie Williamson (* 1981 in Bowral, Australien) ist ein australischer Mathematiker.

## Leben
Williamson wuchs in Canyonleigh bei Colo Vale südlich Sydney in ländlicher Einsamkeit nahe dem Belanglo State Forest auf. Sein Vater verkaufte Gemüse auf Märkten und sie lebten in einem selbst gebauten Haus im australischen Busch. Seine Mutter war Grundschullehrerin und starb 2003 bei einem Fahrradunfall. Williamson besuchte die Steiner-Schule und das Chevalier College in Bowral, erhielt beim Abschluss Bestnoten nahe dem Maximum der ATAR-Punkte und fiel durch sein mathematisches Talent auf, wollte aber zunächst Englisch als Hauptfach studieren. Er studierte ab 1999 an der University of Sydney mit dem Bachelor-Abschluss 2003, wobei er die Universitätsmedaille gewann, und danach an der Albert-Ludwigs-Universität Freiburg, an der er 2008 bei Wolfgang Soergel promoviert wurde (Singular Soergel Bimodules). Als Post-Doktorand war er an der Universität Oxford (St. Peter´s College) und ab 2011 war er am Max-Planck-Institut für Mathematik (Advanced Researcher mit einer Forschungsprofessur). Seit 2017 ist er Professor an der University of Sydney und außerdem Gastforscher am Hausdorff Center for Mathematics in Bonn. 2018 wurde er Gründungsdirektor eines nationalen mathematischen Zentrums an der Universität Sydney, das nach dem Vorbild des Max-Planck-Instituts in Bonn mathematische Talente in Australien bündeln soll und mit 5 Millionen Dollar der Simon Marais Foundation ausgestattet ist. 2024 erhielt er den mit 1,5 Millionen Euro dotierten Max-Planck-Humboldt-Forschungspreis.

## Werk
Williamson befasst sich mit geometrischer Darstellungstheorie von Gruppen. Mit Ben Elias gelang ihm der erste rein algebraische Beweis und eine Vereinfachung der Theorie der Kazhdan-Lusztig-Vermutungen (zuvor 1981 bewiesen von  Jean-Luc Brylinski und Masaki Kashiwara, Alexander Beilinson und Joseph Bernstein). Dazu bauten sie auf Arbeiten von Wolfgang Soergel auf und entwickelten eine rein algebraische Hodge-Theorie von Soergel-Bimodulen über Polynomringen. In diesem Zusammenhang gelang ihnen auch der Beweis der lange offenen Positivitätsvermutung für die Koeffizienten der Kazhdan-Lusztig-Polynome für Coxetergruppen. Für Weylgruppen (spezielle Coxetergruppen, die mit Liegruppen verbunden sind) gelang dies schon David Kazhdan und George Lusztig, indem sie die Polynome als Invarianten (lokale Schnittkohomologie) von Singularitäten von Schubert-Varietäten interpretierten. Elias und Williamson gelang es diesen Beweisweg auch für allgemeinere Spiegelungsgruppen (Coxetergruppen) zu beschreiten, obwohl es dort im Gegensatz zum Fall der Weylgruppen keine geometrische Interpretation gibt.
Außerdem ist er für einige Gegenbeispiele bekannt. Lusztig vermutete 1980 eine Charakterformel für einfachen Module reduktiver Gruppen über Körpern endlicher Charakteristik {\displaystyle p}. Die Vermutung wurde 1994 von H. H. Andersen, Jens Carsten Jantzen und Soergel für genügend große gruppenspezifische Charakteristiken bewiesen (ohne explizite Schranke) und später von Peter Fiebig für eine sehr hohe explizit angegebene Schranke. Williamson fand 2013 mehrere unendlich große Familien von Gegenbeispielen zu Lusztigs Vermutung, entgegen der allgemeinen Erwartung. Er fand auch Gegenbeispiele zu einer Vermutung von Gordon James von 1990 über Symmetrische Gruppen. Seine Arbeit lieferte auch neue Sichtweisen auf die jeweiligen Vermutungen. Er stellte auch mit George Lusztig neue Vermutungen über Charaktere von Symmetriegruppen auf, die sich geometrisch als Folge der Interpretation als diskretes dynamisches System (Billard) darstellen.

## Ehrungen und Mitgliedschaften
2016 erhielt er den Chevalley Preis der AMS und den Clay Research Award. Er ist eingeladener Sprecher auf dem Europäischen Mathematikerkongress in Berlin 2016 (Shadows of Hodge theory in representation theory).  2016 erhielt er den EMS-Preis, für 2017 wurde ihm der New Horizons in Mathematics Prize zugesprochen. 2018 war er Plenarsprecher auf dem ICM in Rio, wurde in die Royal Society gewählt (Parity sheaves and the Hecke category) und erhielt die Medaille der Australian Mathematical Society. 2024 wurde Williamson mit dem Max-Planck-Humboldt-Forschungspreis ausgezeichnet. Er wurde als Colloquium Lecturer 2026 ausgewählt.

## Sonstiges
Er spricht fließend Deutsch und Französisch und betreibt Yoga und Felsklettern. Sein Bruder James (1983–2010) war 2008 Gewinner der World-Solo 24-Stunden Mountain-Bike Meisterschaften und australischer Meister. Er starb an einem nicht diagnostiziertem Herzleiden nach einem Wettkampf in Südafrika.

## Schriften
- Modular intersection cohomology complexes on flag varieties, Mathematische Zeitschrift 272 (2012),  697–727 (mit Appendix von Tom Braden), Arxiv
- mit Ben Elias: Kazhdan-Lusztig conjectures and shadows of Hodge theory, Arbeitstagung Bonn 2013, Arxiv
- On an analogy of the James conjecture, Representation Theory 18 (2014), 15–27, Arxiv
- mit Daniel Juteau, Carl Mautner: Parity sheaves, Journal of the AMS 27 (2014), 1169–2012, Arxiv
- mit Ben Elias: The Hodge Theory of Soergel bimodules, Annals of Mathematics 180 (2014), 1089–1136, Arxiv
- Local Hodge theory of Soergel bimodules. Acta Mathematica 217 (2016), 341–404.
- Schubert calculus and torsion explosion, (mit Appendix von A. Kontorovich, P. McNamara, G. Williamson), Journal of the American Mathematical Society, 30 (2017), 1023–1046,  Arxiv 2013
- Algebraic representations and constructible sheaves, Takagi Lectures 2016, Arxiv
- Parity sheaves and the Hecke category, ICM 2018, Arxiv